# 无腺杨桐
无腺杨桐（学名：Adinandra epunctata）为山茶科杨桐属下的一个种。

## 扩展阅读
- 維基物種上的相關：无腺杨桐